# Barel ropného ekvivalentu
Barel ropného ekvivalentu (barrel of oil equivalent, BOE) je jednotka energie, která odpovídá množství energie uvolněné spálením jednoho barelu ropy.
Běžně používaným násobkem BOE je kilo barel ropného ekvivalentu (kboe nebo kBOE), což je 1 000 BOE. Odvozenou jednotkou je BOE/D (barrel of oil equivalent per day), v překladu „barel ropného ekvivalentu za den“. Tato jednotka se používá pro měření objemu těžby a spotřeby ropy a plynu.

## Hodnota
{\displaystyle 1\,BOE=6,1178632\cdot 10^{9}\,J=5,8\cdot 10^{6}\,BTU}